# Cwetan Stojanow
Cwetan Stojanow (bułg. Цветан Стоянов, ur. 20 maja 1990 w Sofii) – bułgarski wioślarz.

## Osiągnięcia
- Mistrzostwa Świata Juniorów – Pekin 2007 – czwórka podwójna – 21. miejsce[1].
- Mistrzostwa Europy – Poznań 2007 – dwójka bez sternika – 8. miejsce[1].
- Mistrzostwa Świata Juniorów – Linz 2008 – dwójka podwójna – 27. miejsce[1].